# Kazumi Cubota
Kazumi Cubota (* 23. leden 1956) je bývalý japonský fotbalista.

## Klubová kariéra
Hrával za Yanmar Diesel.

## Reprezentační kariéra
Kazumi Cubota odehrál za japonský národní tým v letech 1981–1984 celkem 7 reprezentačních utkání.

## Statistiky
| Japonsko | Japonsko | Japonsko |
| Roky     | Záp.     | Góly     |
| -------- | -------- | -------- |
| 1981     | 5        | 0        |
| 1982     | 0        | 0        |
| 1983     | 1        | 0        |
| 1984     | 1        | 0        |
| Celkem   | 7        | 0        |